# Ольмедо (Вальядолід)
Ольмедо (ісп. Olmedo) — муніципалітет в Іспанії, у складі автономної спільноти Кастилія-і-Леон, у провінції Вальядолід. Населення — 3897 осіб (2010).
Муніципалітет розташований на відстані близько 130 км на північний захід від Мадрида, 40 км на південь від Вальядоліда.
На території муніципалітету розташовані такі населені пункти: (дані про населення за 2010 рік)
- Калабасас: 12 осіб
- Ольмедо: 3885 осіб

## Демографія
Динаміка населення (INE ):

## Галерея

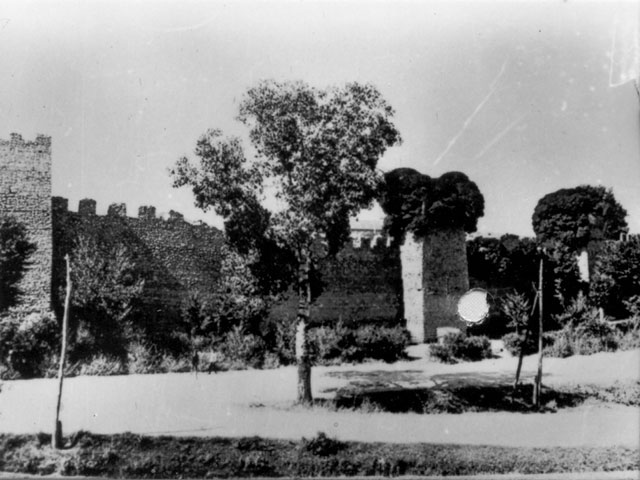
Історична стіна Ольмедо
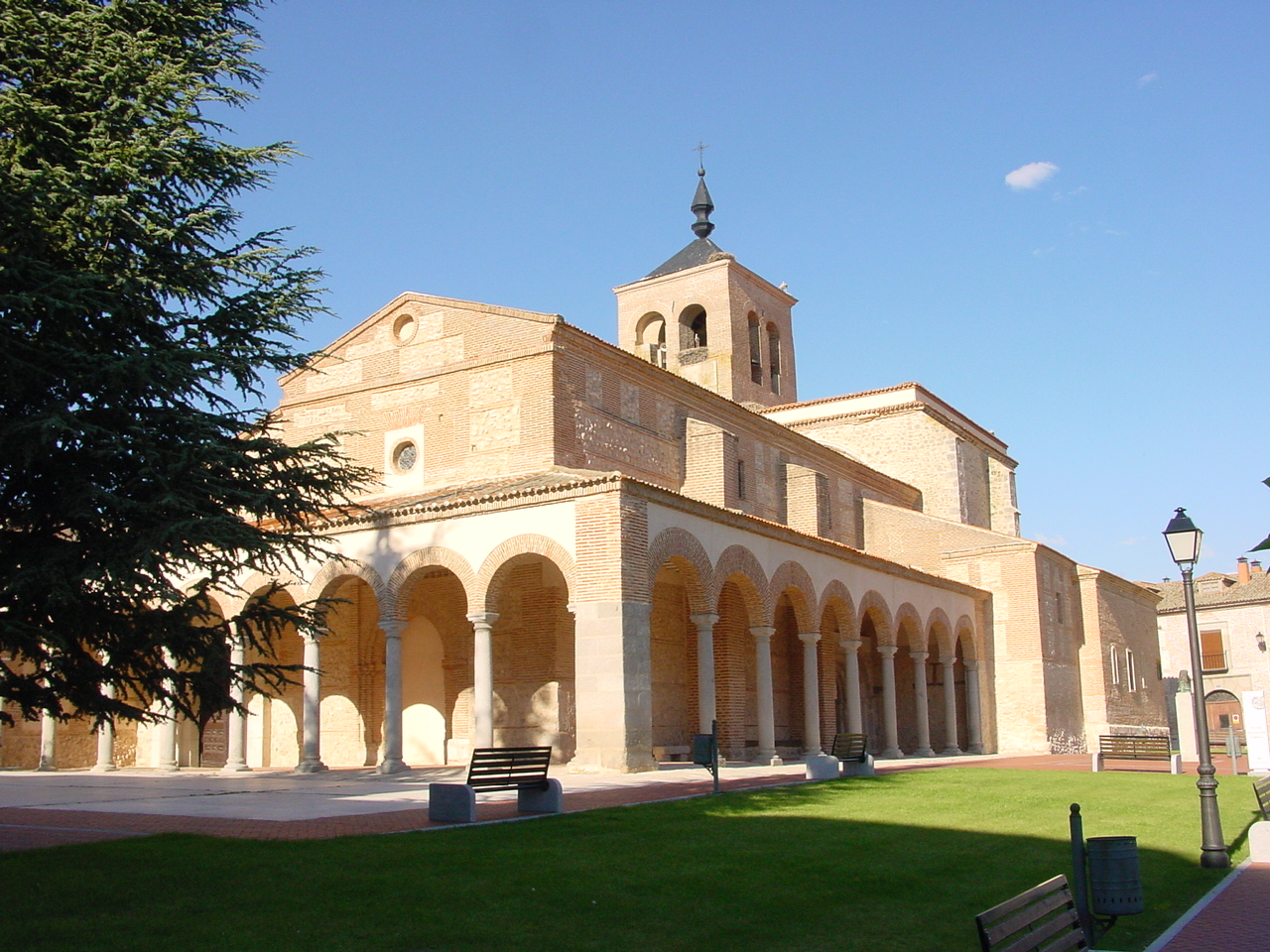
Храм Санта-Марія-дель-Кастільо з XII ст., з перебудовами у стилі мудехар у XV  ст.  і готичному - XVI ст.
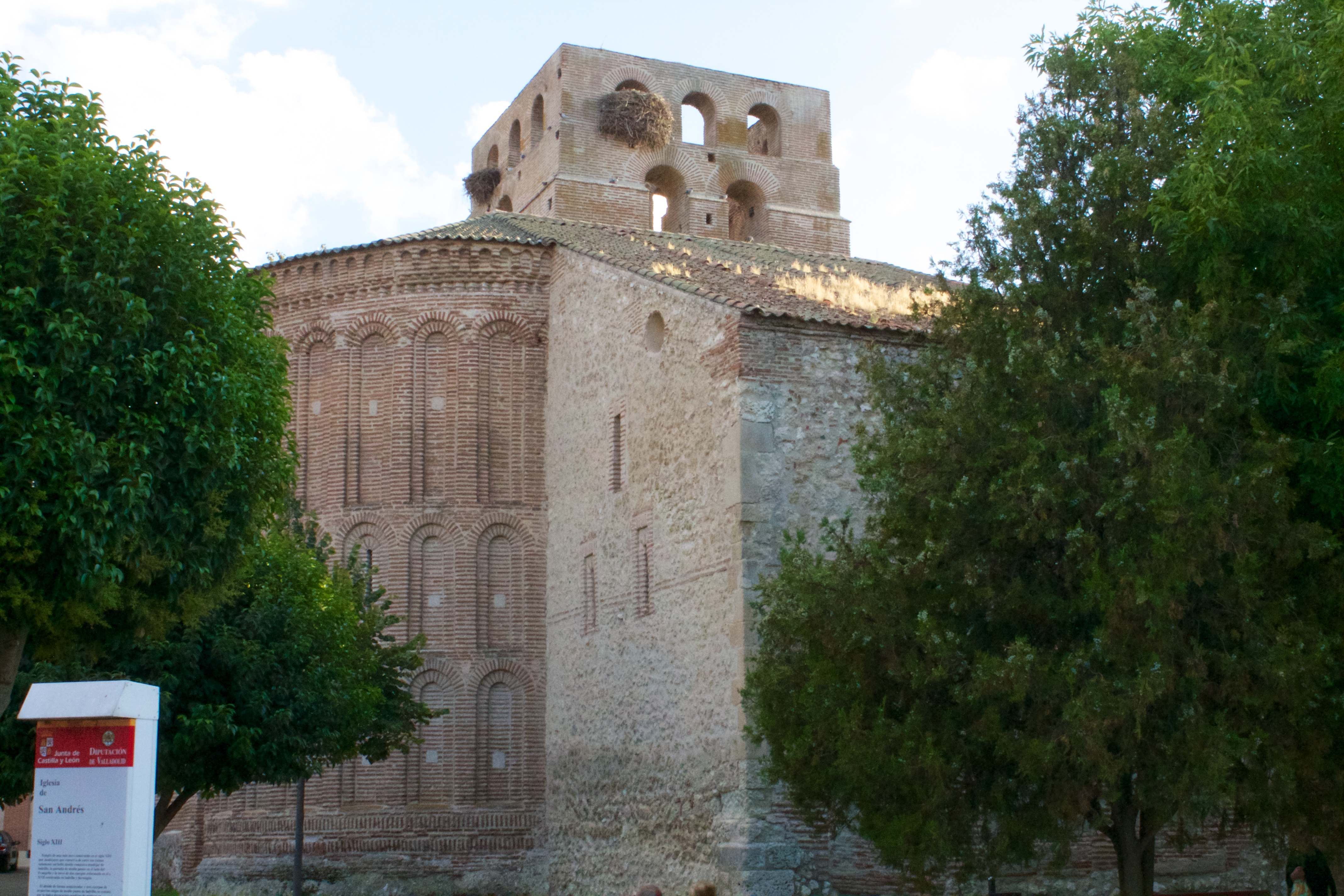
Храм Сан Андрес  у романському стилі, датується XIII ст.
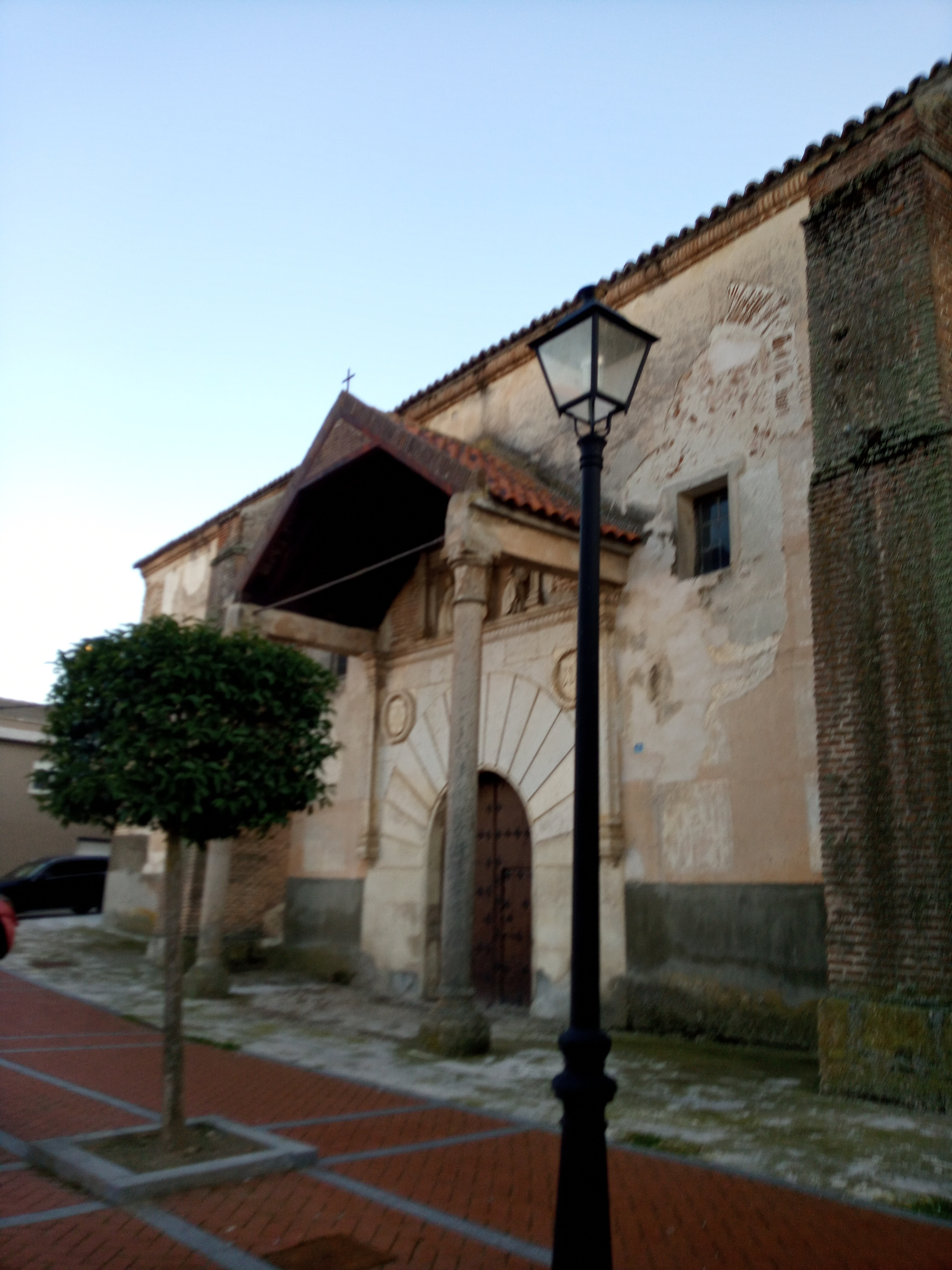
Монастир Зачаття Діви Марії

| Іспанія | Це незавершена стаття з географії Іспанії. Ви можете допомогти проєкту, виправивши або дописавши її. |